# Vacunes de plantes
Una de les noves possibilitats que s'ha observat en els últims anys en l'àmbit de les vacunes, consisteix en el fet que, en contraposició a la via clàssica d'obtenció d'aquestes, s'utilitzen les plantes per tal d'obtenir-les. Així doncs, les vacunes de plantes s'obtenen a partir de proteïnes de plantes transgèniques que funcionen com a vacunes en generar resistència davant els agents infecciosos; són productes proteics d'ús clínic en medicina humana o veterinària, produïts en sistemes vegetals recombinants en els quals els antígens o agents terapèutics s'expressen en el teixit vegetal.
L'objectiu és produir certes proteïnes immunològiques (antígens) a les plantes i després utilitzar el teixit vegetal com a vacuna comestible per a éssers humans o animals, per exemple. Aquest fet suposaria una revolució, ja que afectaria a la forma de producció, abaratint els costos, ja que l'alt cost de les vacunes convencionals es deu en gran manera a la complexitat de producció i d'entrega, incloent els significatius costos de fermentació i sistemes de purificació i despeses addicionals associades amb l'adjuvant, emmagatzematge en fred, transport i entrega estèril. A més, l'administració de la vacuna es faria més ràpida i còmodament. Aquest fet facilitaria per exemple l'arribada i la conservació de les vacunes a zones remotes, o a països subdesenvolupats, a més del fet que reduiria, per exemple, el risc de contagi de malalties per utilització d'agulles no esterilitzades, etc. A més, aquesta idea permetria que e les vacunes poguessin ser administrades a l'individu per via oral, la qual cosa, segons alguns estudis, no produiria cap carència immunològica respecte a les altres vies d'administració.

## Origen
Tradicionalment, les plantes s'han utilitzat durant milers d'anys amb finalitats medicinals; tanmateix, l'evolució ha fet que ara comencin a utilitzar-se mitjançant l'enginyeria genètica com a 'biofàbriques', amb el propòsit d'obtenir-ne diversos compostos d'interès farmacèutic, com podrien ser per exemple les vacunes.
Des de fa més d'una dècada s'ha demostrat que les plantes són més versàtils de producció per a moltes formes d'anticossos com IgG i IgA, IgG/IgA quimèrics i d'altres. Les plantes tenen un gran potencial com a font il·limitada d'anticossos monoclonals barats, anomenats “planticossos”, per a teràpia humana i animal.
Els antígens que s'ha utilitzat com a vacunes són extrets directament de patògens cultivats en el laboratori, o són sintetitzats per bacteris o fongs modificats genèticament, però aquestes tècniques requereixen mètodes laboriosos i costosos, de manera que els preus dels productes resultants són elevats i poden no estar a l'abast de tothom.
Com que les cèl·lules vegetals comparteixen mecanismes de funcionament bàsics amb les cèl·lules animals, en principi és possible alterar genèticament les plantes perquè sintetitzin proteïnes humanes o proteïnes de patògens que generalment afecten els humans. Aquestes proteïnes podrien utilitzar-se després d'un processament simple, i encara que el cost inicial de la manipulació genètica fos elevat, la producció a gran escala seria més barata que la producció tradicional.

## Desenvolupament de la vacuna de plantes
Procés de desenvolupament de les vacunes de plantes: 
- En primer lloc, es tallarà el fragment d'ADN que codifiqui per la proteïna d'interès amb enzims de restricció.
- Seguidament s'utilitzen els mateixos enzims de restricció per tallar el plasmidi en el qual volem introduir el DNA forà i posteriorment es produirà la unió dels dos fragments amb DNA ligasa. El plasmidi té la capacitat d'autoreplicació.
- Un cop obtingut el plasmidi transgènic, s'introduirà a la planta que es vol transformar. Aquesta etapa es fa en un cocultiu perquè aquesta tècnica permet l'intercanvi d'informació a la planta.
- L'últim pas implica la regeneració de les plantes en un cultiu especial per estimular el creixement natural i finalment, la cultivació de la planta adulta.

## Administració de les vacunes de plantes
La principal via d'administració de les vacunes provinents de plantes és per via oral, però algunes també s'administren via intravenosa.

### Oral
L'administració via oral té avantatges:
La capacitat d'estimular els anticossos de la mucosa és més afectiva que la de les vacunes administrades via intravenosa. Això és important ja que el sistema immunitari de la mucosa és la primera via de defensa contra qualsevol agent patogen.
Pot estimular una resposta humoral efectora davant de diferents agents patògens(Vibrio cholerae, E. coli enterotoxigénica y virus de l'hepatitis B).
Per permet l'absorció intestinal i la posterior estimulació del sistema immunitari de l'individu
Són més segures de preparar, administras, les seves dosis són més uniformes i tenen un baix cost d'administració.
La part negativa és que poden provocar la destrucció de l'agent patogen a l'estomac i l'intestí abans que s'hagi desenvolupat la resposta immunitària.

## Plantes utilitzades
La següent taula resumeix algunes de les plantes transgèniques que expressen antígens i que actualment s'estan investigant per a utilitzar-se com a vacunes per a éssers humans o animals:
| Vacuna                           | Organisme productor    | Via d'administració | Destinataris  |
| -------------------------------- | ---------------------- | ------------------- | ------------- |
| Còlera,subunitat B (CTB)         | Patata                 | Oral                | Éssers humans |
| Hepatitis B                      | Enciam, patata i arròs | Oral                | Éssers humans |
| Ràbia                            | Tomàquet               | Oral                | Éssers humans |
| Gastroenteritis                  | Blat de moro           | Oral                | Porcs         |
| Febre aftosa                     | Alfals                 | Oral                | Porcs         |
| Toxina E.coli, subunitat B (LTB) | Pastanagues, soja      | Oral                | Éssers humans |

## Avantatges/Problemes

### Avantatges
- Seguretat, ja que pel seu desenvolupament es parteix del coneixement detallat del patogen, per tant només s'inactiven o es muten els gens escollits, el que permet un complet coneixement de la composició molecular de la vacuna.
- S'eliminen els riscs existents en la producció a escala mundial, però no es treballa amb organismes patògens, i s'utilitzen com a vacunes preparacions més purificades, reduint així el nombre i la gravetat dels efectes secundaris.
- Reducció dels requeriment de conservació, allargant així la vida útil de les vacunes, fins i tot en països amb problemes de conservació de la cadena del fred. Els anticossos produïts en plantes són estables tant a temperatura ambient com a 4 °C. El material vegetal que conté a l'anticòs es pot emmagatzemar i així la purificació es pot realitzar en una planta de processament que no necessita estar a prop del lloc on es troben els vegetals, i a més es pot utilitzar tot l'any.[3]

### Problemes
- Des del punt de vista ecològic s'ha vist que les vacunes transgèniques de plantes són possiblement perilloses a causa de la modificació genètica, i s'han de regular abans de fer-les servir.
- Els compostos farmacèutics derivats de plantes són dolents, capaços de persistir en el medi ambient i que es poden acumular en organismes no-blanc, per tant s'han de prendre les mesures necessàries.

### Perspectives futures
Actualment se segueix treballant amb la mirada posada cap al futur.S'espera no tan sols induir una immunitat general, sinó també influir en el tipus de resposta. Respecte a això, recentment s'ha determinat que l'ADN de les plantes posseeix seqüències immunoestimulatòries, ja que es va comprovar que pot activar a les cèl·lules dendrítiques, macròfags i cèl·lules B, pel qual se’l considera un adjuvant potencial.
Abans de qualsevol aplicació a gran escala, els compostos biològics derivats de plantes hauran de complir amb els mateixos estàndards de seguretat i funcionament que són requerits en altres sistemes de producció.
Degut a les diverses preocupacions ambientals sobre els organismes genèticament manipulats, que han sigut expressades per grups ecologistes que confonen a l'opinió pública, és important que existeixin normes per regular aquest tipus d'organismes. És convenient distingir entre les preocupacions públiques vertaderes i les percebudes (científiques contra les no-científiques). Si els compostos biològics derivats de plantes són potencialment perjudicials, capaços de persistir en l'ambient i es poden acumular en organismes que no en siguin blancs, aleshores s'hauran de prendre les mesures adequades.